# The Beatles Again
The Beatles Again é o segundo álbum de estúdio da discografia brasileira da banda britânica de rock The Beatles. Foi lançado em setembro de 1964 pela Odeon Records, que, na época, detinha os direitos de publicação do material do grupo no país. O álbum apresenta canções que não foram incluídas no LP Beatlemania, e assim como esse, também reúne algumas faixas dos dois primeiros discos originais do grupo – Please Please Me e With the Beatles –, além de singles e lados B.
Distribuído inicialmente apenas em mono, foi reeditado neste formato até 1974, quando recebeu seu primeiro lançamento em estéreo. No entanto, essa edição era um "falso estéreo", pois tratava-se dos fonogramas monofônicos, dobrados, oscilados em suas frequências média e aguda, e acrescidos de reverberação. Essa técnica foi comum na maioria dos lançamentos nacionais dos Beatles até Revolver, editado no Brasil em outubro de 1966. Com a padronização da discografia inglesa da banda em 1974, a produção de The Beatles Again foi descontinuada.

## Lista de faixas
Todas as faixas escritas e compostas por Lennon–McCartney, exceto as indicadas.
Lado um
1. "Please Please Me"
2. "Boys" (Luther Dixon, Wes Farrell)
3. "Twist and Shout" (Phil Medley, Bert Russell)
4. "From Me to You"
5. "Baby It's You" (Mack David, Barney Williams, Burt Bacharach)
6. "I'll Get You"

Lado dois
1. "Hold Me Tight"
2. "Money" (Janie Bradford, Berry Gordy)
3. "Do You Want to Know a Secret"
4. "All My Loving"
5. "Love Me Do"
6. "Can't Buy Me Love"

- As faixas 1–3, 5, 9 e 11 estão em Please Please Me; as faixas 7–8, 10 estão em With the Beatles; as faixas 4, 6 e 12 foram lançadas em singles.